# باشگاه فوتبال ویسبچ
باشگاه فوتبال ویسبچ (به انگلیسی: Wisbech Town Football Club) یک باشگاه فوتبال در شهر ویسبچ، کشور انگلستان است که در سال ۱۹۲۰ میلادی تأسیس شده‌است.